# Achalcerinys lindus
Achalcerinys lindus is een vliesvleugelig insect uit de familie Encyrtidae. De wetenschappelijke naam is voor het eerst geldig gepubliceerd in 1921 door Mercet.